# Diecéze basilejská
Diecéze basilejská (latinsky: Dioecesis Basiliensis) je římskokatolická diecéze ve Švýcarsku bezprostředně podřízená Sv. Stolci. Zahrnuje následující švýcarské kantony:
- Aargau,
- Bern,
- Basilej-venkov,
- Basilej-město,
- Jura,
- Lucern,
- Schaffhausen,
- Solothurn,
- Thurgau,
- Zug.

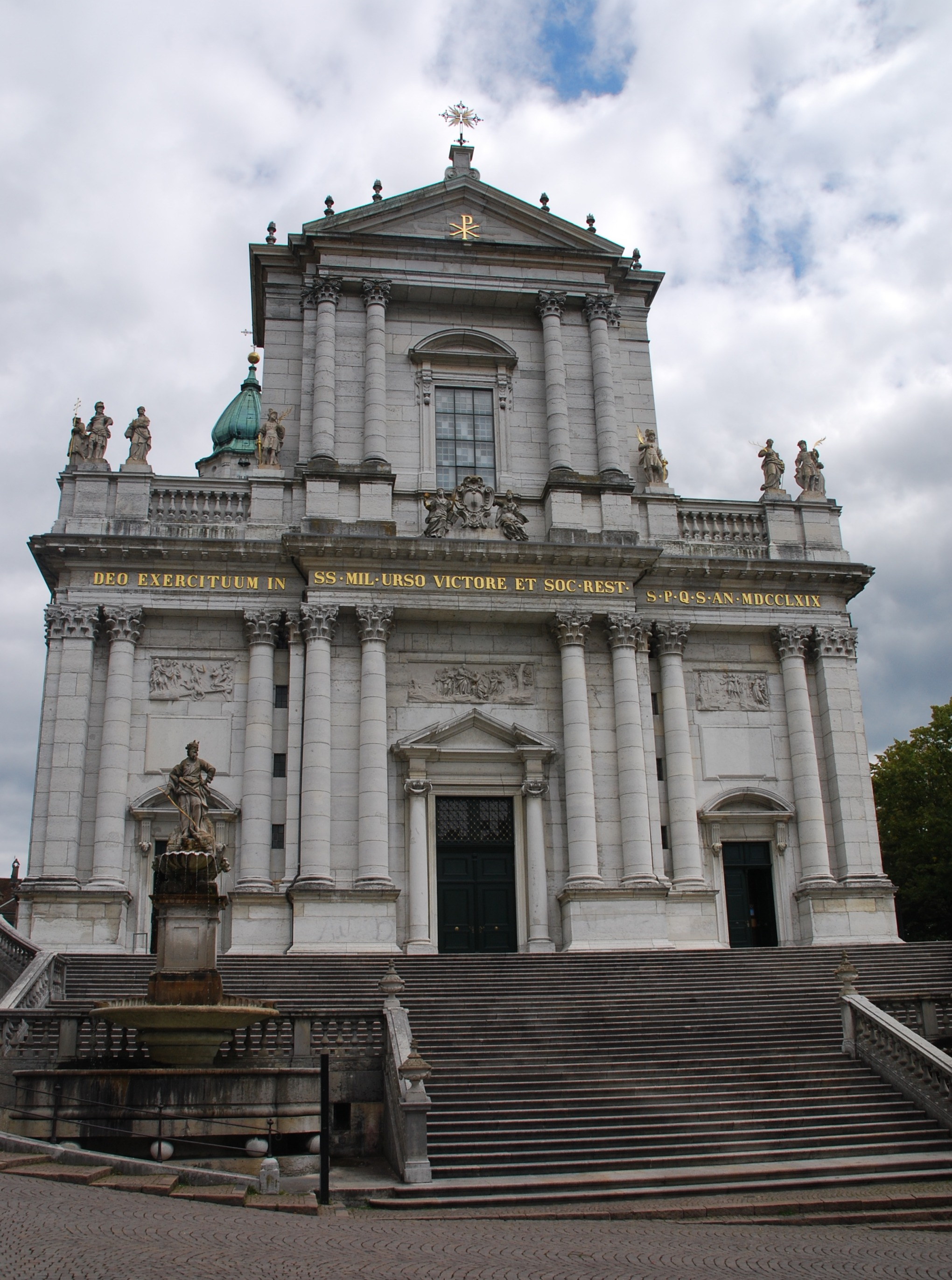
Katedrála sv. Ursa a Viktora ve Solothurnu

Basilejská diecéze je výjimečná tím, že se v ní (a ještě v diecézi svatohavelské) udrželo právo kapituly svobodně zvolit si biskupa, kterého papež jen potvrzuje.